# Apatetor nigriventris
Apatetor nigriventris là một loài tò vò trong họ Ichneumonidae.